# Charles Morizot-Thibault
Charles Morizot-Thibault, né le 29 avril 1853 à Nevers et mort le 29 août 1926 à Fourchambault (Nièvre), est un magistrat français qui fut conseiller à la cour d'appel de Paris et membre de l'Institut.

## Biographie
Né le 29 avril 1853 à Nevers, Charles Morizot-Thibault est reçu premier en 1888 au concours de la magistrature, un an après avoir obtenu son doctorat. Il commence sa carrière de magistrat en 1880 comme substitut au procureur de la République à Moulins, avant d'être nommé en 1883 procureur de la République à Bourganeuf puis à Issoire en 1885 et à Corbeil en 1891. En 1895, il devient substitut du procureur général de la cour d'appel de Paris, avant d'être nommé le 13 novembre 1906 conseiller à la cour d'appel de Paris , poste qu'il conserve jusqu'à sa retraite en 1922.
Élu le 14 mai 1907 au sixième fauteuil de la section de législation, droit public et jurisprudence de l'Académie des sciences morales et politiques,, il devient en 1919 président pour un an de cette institution. Il reçoit en 1920 son insigne de chevalier de la Légion d'honneur des mains de son fils, le capitaine Didier Morizot-Thibault (1894-1933).
Outre ses autres fonctions, il fut également membre de la Commission de Réforme du Code civil, vice-président de la société générale des prisons, président de la société générale du patronage des Libérés, membre de la commission supérieure d'attribution de la Médaille de la Reconnaissance française ainsi que collaborateur des Revue pénitentiaire et Revue de droit public et de science politique.

## Distinctions
- Chevalier de la Légion d'honneur (1920)[3]

## Publications
- Charles Morizot-Thibault, De la Formation du pouvoir législatif dans la constitution des États-Unis d'Amérique, mémoire lu à l'Académie des sciences morales et politiques (Institut de France) dans les séances des 18, 25 septembre et 9 octobre 1886, Paris, A. Picard, 1887, 76 p.[6]
- Charles Morizot-Thibault, « De l'organisation du pouvoir législatif dans la constitution de l'an III » in Compte rendu de l'Académie des sciences morales et politiques, Paris, A. Picard, 1889, 125 p.[7]

- Charles Morizot-Thibault, « De l'Initiative des lois de finance dans la constitution fédérale des États-Unis d'Amérique » in Compte rendu de l'Académie des sciences morales et politiques, Paris, A. Picard et fils, 1893, 35 p.[8]
- Charles Morizot-Thibault, « Des Droits du Sénat fédéral américain en matière de lois de finance » in Compte rendu de l'Académie des sciences morales et politiques, Paris, A. Picard et fils, 1893, 48 p.[9]
- Charles Morizot-Thibault, De l'Autorité maritale (étude critique du Code civil), Paris, A. Chevalier-Marescq, 1899, 408 p.[10]
- Charles Morizot-Thibault, « La Femme et le divorce » in la Réforme sociale, XXe congrès annuel de la Société d'économie sociale et des Unions de la paix sociale fondées par Frédéric Le Play ayant pour thème « La condition de la femme », Paris, secrétariat de la Société d'économie sociale, 1901[11].
- Charles Morizot-Thibault, De l'instruction préparatoire (étude critique du Code d'instruction criminelle), Paris, Librairie générale de droit et de jurisprudence, 1906, 566 p.[12]
- Charles Morizot-Thibault, Notice sur la vie et les œuvres de M. Ernest Glasson lue dans les séances des 22 et 29 mai 1909, Paris, imprimerie de Firmin-Didot, 1909, 59 p.[13]
- Charles Morizot-Thibault, Adrien Morizot-Thibault, avocat à la Cour d'appel de Paris, lieutenant adjoint au colonel du 282e d'infanterie, 9 septembre 1888-29 septembre 1915, Paris, imprimerie de Plon-Nourrit et Cie, 1916, 45 p.[14]
- Charles Morizot-Thibault, Discours à l'occasion de la mort de M. Henri Welschinger, lu dans la séance du samedi 8 novembre 1919, Paris, imprimerie de Firmin-Didot et Cie, 1919, 7 p.[15]
- Charles Morizot-Thibault, Discours à l'occasion de la mort de S. A. I. le grand-duc Nicolas Michailovitch, lu dans la séance du samedi 8 mars 1919, Paris, Firmin-Didot et Cie, 1919, 13 p.[16]
- Charles Morizot-Thibault, Discours de M. Morizot-Thibault, président de l'Académie à l'occasion de la mort de M. Xavier Charmes, lu dans la séance du samedi 10 mai 1919, Paris, Firmin-Didot et Cie, 1919, 13 p.[17]
- Charles Morizot-Thibault, Discours prononcé à l'occasion de la mort de M. Théodore Roosevelt, membre de l'Académie, lu dans la séance du samedi 11 janvier 1919, Paris, Firmin-Didot et Cie, 1919, 7 p.[18]
- Charles Morizot-Thibault, Discours prononcé aux funérailles de M. Jacques Flach le dimanche 7 décembre 1919, Paris, Firmin-Didot et Cie, 1919, 16 p.[19]
- Charles Morizot-Thibault, Discours prononcé aux funérailles de M. Paul Beauregard le mercredi 26 mars 1919, Paris, Firmin-Didot et Cie, 1919, 13 p.[20]
- Charles Morizot-Thibault, Discours à l'occasion de la mort de M. le comte de Franqueville, lu dans la séance du samedi 3 janvier 1920, Paris, Firmin-Didot et Cie, 1920, 9 p.[21]

### Sources
- « Charles Morizot-Thibault » in Notices biographiques et bibliographiques. Membres titulaires et libres, associés étrangers (1er juillet 1925), Paris, Académie des sciences morales et politiques, 1925, p. 72-75.
- Joseph Barthélémy, « Notice sur la vie et les travaux de M. Morizot-Thibault (1853-1926) » in Publications de l'Institut de France, 1929, n° 28.